# Arroyo Sauce de Macedo
El arroyo Sauce de Macedo es un curso de agua uruguayo que recorre el departamento de Artigas. Nace en la cuchilla Yacaré Cururú y desemboca en el arroyo Catalán. Pertenece a la Cuenca del Plata.